# Playa de Treumal
La playa de Treumal es una playa situada en el límite de los términos municipales de Lloret de Mar y Blanes (Gerona, España), en el sur de la Costa Brava. Es una playa de arena blanca y fina, de unos 400 metros de largo y un 10% de pendiente. Cuenta con duchas equipadas con lavapiés y actividades de ocio (alquiler de sombrillas, patines y quiosco de venta de helados y bebidas). 
Se accede por la carretera GI-682 (Blanes-Lloret), la autopista C-32 (salida Malgrat-Blanes-Lloret), la autopista AP-7 (salida 9 Lloret) y la C-63 (comarcal de Vidreres). 
El aparcamiento más cercano es el de la playa de Santa Cristina. 
Esta playa es una prolongación de la playa de Santa Cristina y está rodeada por un frondoso bosque. Las dos playas están separadas por unas rocas llamadas Punta des Canó.
- Datos: Q11941966
- Multimedia: Platja de Treumal / Q11941966